# نبی یاتارا
نبی یاتارا (انگلیسی: Naby Yattara؛ زادهٔ ۱۲ ژانویهٔ ۱۹۸۴) بازیکن فوتبال اهل گینه است.
از باشگاه‌هایی که در آن بازی کرده است می‌توان به باشگاه فوتبال رویال آنتورپ و باشگاه فوتبال ست اشاره کرد.
وی همچنین در تیم ملی فوتبال گینه بازی کرده است.